# ジャブル首長国
ジャブル (アラビア語: الجبريون, Jabrids) またはバヌ・ジャブルは、ヒジャーズとイエメンを除くアラビア半島全土を支配下に置き、ホルムズ海峡を支配してイランの南部海岸にまで拡大したアラブの王朝である。

## 解説
ジャブル首長国で最も知られる支配者は、1507年に崩御したアジワド・ビン・ザミルである。アジワドは、同時代の人々からは「ナジュド出身」であると言われていた。アジワドの兄は、15世紀初頭に、カティーフでジャルワン朝の最後の支配者を殺害することによって、王朝を確立していた。ジャブル首長国は最盛期で、バーレーン島を含むペルシャ湾に面したアラビア半島沿岸全体を支配し、定期的にアラビア中部とオマーンへの遠征を行った。ある同時代の学者はアジワド・ビン・ザミルを「アハサーとカティーフの王、ナジュド人の指導者」と表現した。アジワドの死後、ジャブル首長国はアジワドの子孫の間で分割され、ムクリン・イブン・ザミル（おそらくアジワドの孫である）がアハサー、カティーフ、バーレーンを継承した。ムクリンは1521年、ポルトガルによるバーレーン侵略の撃退に失敗し、バーレーンの戦いで戦死した。
ジャブル首長国は、バスラのムンタフィク族、のちにはオスマン・トルコ人によるアハサーの侵略の後、本土においてはすぐに崩壊した。ジャブル首長国の一つの分家はオマーンにおいて活動し続け、さらに三世紀にわたって存続した。オマーン以外においてジャブル首長国がどうなったのかは定かではない。イラクにおいて存続したという説もあれば、ジャブル首長国の後、最終的に地域を支配したバニ・ハリド連合の一部であるジュブル族と同一であるとの説もある。